# William Inwood
William Inwood, född 1771, död 16 mars 1843, var en brittisk arktitekt.
Inwood representerar den grekiserande klassicismens höjdpunkt i hemlandet. William Inwood sina söner Henry William Inwood (1794-1843) och Charles Frederick Inwood (1798-1840), av vilka särskilt den senare själv blev ett stort namn inom brittisk arkitektur. Bland hans arbeten märks främst Pankratiuskyrkan i London i jonisk stil med flera motiv från Erechtheion i Aten.